# Alonso Gerardo Garza Treviño
Alonso Gerardo Garza Treviño (Monterrey, México, 20 de dezembro de 1947) é Bispo de Piedras Negras.
Alonso Gerardo Garza Treviño recebeu o Sacramento da Ordem para a Arquidiocese de Monterrey em 26 de outubro de 1972.
Em 8 de janeiro de 2003, o Papa João Paulo II o nomeou o primeiro bispo da recém-fundada diocese de Piedras Negras. O arcebispo emérito de Monterrey, o cardeal Adolfo Antonio Suárez Rivera, consagrou-o bispo em 25 de março do mesmo ano; Co-consagrantes foram o Núncio Apostólico no México, Dom Giuseppe Bertello, e o Bispo de Saltillo, Dom José Raúl Vera López OP.